# Antoine de Béthencourt
Pour les articles homonymes, voir Béthencourt (homonymie).
Antoine de Béthencourt, né le 29 octobre 1759 à Sainte-Croix à Madère et mort le 6 août 1801 à Pointe-à-Pitre en Guadeloupe, est un général portugais de la Révolution française.

## États de service
Cadet dans la compagnie d'infanterie du présidio de Madère en 1773. Capitaine en 1780, il rejoint la France dès 1780, et sert dans la garde nationale du Tarn. Il est lieutenant-colonel du Volontaires nationaux pendant la Révolution#Tarn le 4 octobre 1792. Chef de brigade à l'armée des Pyrénées-Orientales en mai 1793, il commande l'avant-garde de l'armée en juin.
Général de brigade le 5 septembre 1793, il sert dans la division du général d'Aoust le 5 décembre. Il est suspendu de ses fonctions comme noble le 23 décembre et le 10 janvier 1794, il est arrêté avec 16 autres généraux de cette armée par les représentants en mission Milhaud et Soubrany. Acquitté devant le tribunal révolutionnaire de Perpignan le même mois, mais arrêté de nouveau comme noble et emprisonné au Castillet de Perpignan.
Libéré de prison et relevé de suspension en mai 1795, il commande le département de l'Oise. En juin, il est employé à l'armée des côtes de Cherbourg. En septembre, il passe à l'armée de l'intérieur, commande les départements de la Seine-Inférieure et de l'Eure en octobre. Employé à l'armée de l'ouest en février 1800, il commande la Mayenne puis est envoyé à l'armée de réserve où il commande la place de Vaufreland, chargée de surveiller le passage du col du Simplon.
Il participe à la campagne d'Italie de 1800 à la tête d'une division qui entre en Italie par le col du Simplon les 26 et 27 mai 1800. Il occupe Domodossola le 28 mai, assiège Arona le 31 mai et en obtient la reddition le 20 juin.
Sous le consulat, il est envoyé en Guadeloupe en tant que commandant en chef des troupes coloniales en décembre 1800 en remplacement du général Pâris.
À sa mort, sa succession est à l'origine de la révolte de 1801 des officiers métis et mulâtres Magloire Pélage, Louis Delgrès et leurs compagnons, qui se termine par la reprise de l'esclavage.